# Neotemnopteryx styliparedra
Neotemnopteryx styliparedra är en kackerlacksart som beskrevs av Roth, L. M. 1990. Neotemnopteryx styliparedra ingår i släktet Neotemnopteryx och familjen småkackerlackor. Inga underarter finns listade i Catalogue of Life.